# Frescobol

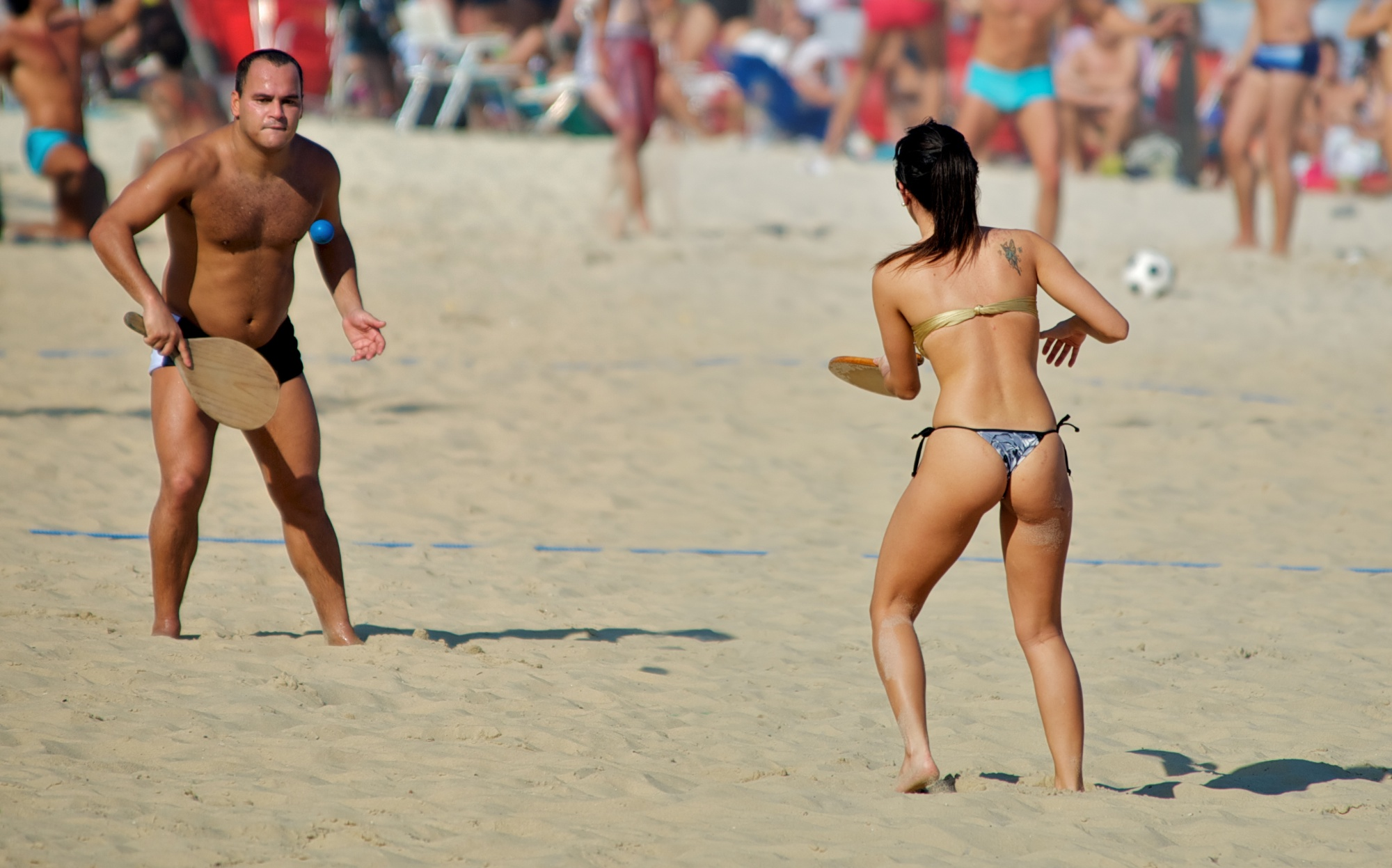
frescobol em Ipanema

Frescobol é um esporte tipicamente praiano, criado no Rio de Janeiro no século XX. É jogado por dois jogadores ou mais. É também comum sua prática em locais públicos. Também é conhecido como Matkot na língua inglesa e hebraica, e Racchettoni em italiano.
Trata-se de um jogo colaborativo, onde os atletas são parceiros. No frescobol cultiva-se a amizade e o comprometimento nas jogadas".
Muitas vezes confundido com o tênis de praia (ou beach tennis), o Frescobol se distingue basicamente pelo seu estilo cooperativo, em oposição ao estilo competitivo do tênis de praia - este se assemelha mais ao Tênis e que, inclusive, possui área precisamente delimitada e uma rede de separação. Apesar das diferenças, raquetes semelhantes às do Frescobol são utilizadas em várias partes do mundo, Israel, Irã, México, Peru, Espanha, Itália, EUA, etc.
No estado do Rio de Janeiro,  no dia 10 de Julho, é comemorado o dia estadual do Frescobol.

## Breve síntese histórica da evolução do jogo
Brasil 1945/1946, Copacabana, II Guerra Mundial, Avenida Atlântica.
Na década de 50, o arquiteto Caio Rubens Romero Lyra, morador da rua Bulhões de Carvalho, em Copacabana, costumava jogar tênis com os amigos nas areias da praia, entre os postos 4 e 5. Como as raquetes estragavam com frequência, por causa da maresia, ele desenhou raquetes de madeira, resistentes à água do mar. Pediu então a um amigo, que possuía uma carpintaria em casa, na rua Souza Lima, no mesmo bairro, para fabricar as raquetes. Estava aí inventado o jogo como o conhecemos hoje. Somente décadas depois o nome "frescobol" foi criado.
Durante a década de 80 foram realizadas muitas competições isoladas em vários estados do Brasil. Apesar disto, ainda não havia um grande intercâmbio entre os jogadores de diferentes naturalidades. Mais tarde, em 1994, foi realizado o I Circuito Brasileiro de Frescobol que percorreu nove estados brasileiros, possibilitando assim um grande intercâmbio entre os jogadores de vários estados.   
Em abril de 2003, a Associação Brasileira de Frescobol - ABF, organizou e realizou-se o I Congresso de Frescobol, em Vitória-ES, contando com a participação da Federação Baiana de Frescobol – FEBAFRE, da Federação de Frescobol do Estado do Rio de Janeiro e da Associação Brasileira de Árbitros e Atletas de Frescobol de Sao Paulo.

## Raquete

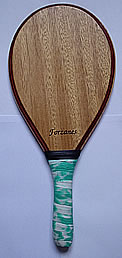

Fabricada com os seguintes materiais: madeira, polímeros - fibra de vidro, carbono e aramida - ou similar. A raquete pode ser oca ou maciça. Dimensões: comprimento máximo de 50 cm (a partir da ponta do cabo até a tangente perpendicular extrema da borda oval) e com a largura de 25 cm (contada entre as tangentes paralelas laterais da borda oval). O tamanho mais comumente encontrado é o de 45 cm de comprimento por 21 cm de largura. Seu peso deve estar entre 300g a 400g, de acordo com a preferência de cada jogador. Poderá também ser adicionado um revestimento antiderrapante no seu cabo, de acordo com a preferência do jogador. 
Em outros países existe uma raquete similar, conhecida como Beach Bat.

## Bola

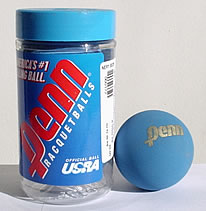

Uma esfera oca de borracha pressurizada, com peso em torno de 40g (0.11 lbs) e diâmetro de 5,70 cm (2¼" aprox.). Qualquer cor pode ser utilizada, de acordo com a preferência dos jogadores e com a organização do evento.

## Trajes

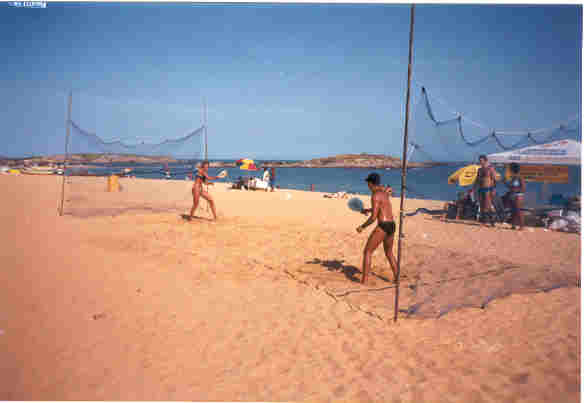
Típica partida na praia

Quando o evento ocorre em praia e proximidades, os jogadores podem apresentar-se de sunga, maiô ou biquíni, e em praias de nudismo podem se apresentar nus. Em praças e locais distantes da praia deve-se utilizar shorts e camisetas. Na areia, a melhor opção é jogar de pés descalços, caso contrário recomenda-se o uso de tênis. Geralmente é obrigatório o uso de camisetas em partidas oficiais. Cores claras são indicadas para não comprometer o desempenho dos jogadores. Também é permitido o uso de bonés, viseiras e/ou óculos.  